# Zapotèque de Yareni
Le zapotèque de Yareni (ou zapotèque de Etla, zapotèque d'Ixtlán de l'Ouest, zapotèque de Santa Ana Yareni, zapotèque de Teococuilco de Marcos Pérez) est une variété de la langue zapotèque parlée dans l'État de Oaxaca, au Mexique.

## Localisation géographique
Le zapotèque de Yareni est parlé dans le nord de  l'État de Oaxaca, au Mexique,.

## Utilisation
Il est parlé par environ 2 900 personnes en 2000. Ses locuteurs utilisent également l'espagnol. Le taux d'alphabétisation des personnes l'ayant comme langue maternelle est inférieur à 1 %, tandis que celui des personnes l'ayant comme langue seconde est de 60 à 75 %.

## Intelligibilité avec les variétés du zapotèque
Les locuteurs du zapotèque de Yareni ont une intelligibilité de 80 % du zapotèque de la Sierra de Juárez.